# Adolf Morsbach
Adolf Morsbach (* 2. Dezember 1890; † 26. März 1937 in Eberswalde) war ein deutscher Wissenschaftsfunktionär. Morsbach wurde bekannt als Geschäftsführer des Deutschen Akademischen Austauschdienstes (DAAD) und Leiter der Deutschen Kommission für geistige Zusammenarbeit.

## Leben und Wirken
Nach dem Schulbesuch studierte Adolf Morsbach Rechtswissenschaften und Nationalökonomie an den Universitäten Bonn, München und Göttingen. Als Rhodes-Stipendiat verbrachte er zudem ein Semester seines Studiums in Cambridge. 1914 promoviert er zum Dr. jur. Anschließend nahm er von 1914 bis 1918 als Reserveoffizier am Ersten Weltkrieg teil. 1920 legte er an der Universität Königsberg eine zweite Dissertation vor, mit der er zum Dr. phil. promovierte.
1921 wurde Morsbach in das Preußische Innenministerium berufen. Von 1923 bis 1925 fungierte er als Landrat des Eder-Kreises in Bad Wildungen. 1925 wurde er als Oberregierungsrat in die Hochschulabteilung des Preußischen Ministeriums für Wissenschaft, Kunst und Volksbildung berufen, in der er sich unter Carl Heinrich Becker vor allem der Wahrnehmung von Auslandsangelegenheiten der Abteilung widmete. 1927 wurde Morsbach zum Ersten Geschäftsführer der Generalverwaltung der Kaiser-Wilhelm-Gesellschaft ernannt, was ihn zum Führen des Titels eines „Direktors der Kaiser Wilhelm Gesellschaft“ berechtigte. In dieser Eigenschaft wurde er zum ständigen Vertreter des Präsidenten und des Generaldirektors in der Gesellschaft sowie in den Kuratorien und Verwaltungsausschüssen der Institute mit Stimmrecht ernannt: Seit 1927 war er Mitglied des Kuratoriums des Kaiser-Wilhelm Instituts für Anthropologie, menschliche Erblehre und Eugenik und seit 1928 Mitglied des Stiftungsrates der Deutschen Forschungsanstalt für Psychiatrie. Hinzu kam die Mitgliedschaft im Kuratorium des Kaiser-Wilhelm-Instituts für Metallforschung sowie die Mitgliedschaft im Verwaltungsausschuss und Verwaltungsrat des Kaiser-Wilhelm-Instituts für Arbeitsphysiologie. Des Weiteren war er seit 1929 Mitglied des Verwaltungsrates der Harnack-Hauses.
Seit dem 1. März 1927 amtierte Morsbach außerdem als Generalsekretär des Deutschen Akademischen Austauschdienstes (DAAD) und der Deutschen Kommission für geistige Zusammenarbeit. Um sich dem Ausbau des DAAD zu einer „Reichszentrale für akademische Auslandsarbeit“ widmen zu können, wurde er am 1. März 1931 von der KWG auf zwei Jahre beurlaubt. Seine dortigen Ämter übernahm vertretungsweise Max Lukas von Cranach.
Aufgrund seiner Tätigkeit für den DAAD besaß Morsbach gute Kontakte in die Vereinigten Staaten, in die er von Januar bis Juni 1929 und von März bis Juli 1930 ausgedehnte Reisen zum Studium des amerikanischen Universitätssystems unternahm. Er besuchte in dieser Zeit mehr als siebzig Hochschulen und vertiefte die Beziehungen der Kaiser-Wilhelm Gesellschaft zur Rockefeller Foundation. Daneben war er Mitglied des Rhodes-Komitees sowie der Rotarier und des Herrenclubs.
Nachdem die Beurlaubung Morsbachs in den Generalverwaltung der KWG 1933 ausgelaufen war, nahm er seine Aufgaben in der Generalverwaltung nicht wieder auf.
1933 protestierte er öffentlich gegen die Ausgrenzung jüdischer Wissenschaftler aus dem deutschen Universitätssystem. In der Zeitschrift Hochschule und Ausland, dem Organ des DAAD und der Kommission für geistige Zusammenarbeit, beklagte er in dem Aufsatz Deutsche an amerikanischen Universitäten die Emigration von Albert Einstein und Rudolf Ladenburg:
„Der deutsche Anteil am wissenschaftlichen Leben der Vereinigten Staaten ist also recht bedeutend. Die Amerikaner wissen das zu schätzen. So kultivierte Einwanderer sind willkommen bei ihren amerikanischen Kollegen. 'Sie werden in Amerika eine zweite Heimat finden', schrieb kürzlich eine weitverbreitete wissenschaftliche Zeitschrift. Als Deutsche können wir uns über diese Anerkennung gewiss freuen, sie bestätigt die internationale Bedeutung unserer Wissenschaft. Die Sache hat allerdings eine Kehrseite. Warum gehen so viele deutsche Forscher ins Ausland und warum kommen weniger vom Ausland zu uns? Zwischen einer aktiven wirtschaftlichen und einer aktiven wissenschaftlichen Handelsbilanz ist ein Unterschied! Im letzten Fall wird nämlich, um beim Vergleich zu bleiben, nicht Arbeit exportiert, deren Wert wieder ins Ursprungsland zurückfließt, sondern die Arbeiter selbst, die Schöpfer der geistigen Güter, wandern aus und vermehren durch ihre Tätigkeit das geistige Kapital des Gastvolkes.“
Im März 1934 fasste Morsbach in dem nach ihm benannten Morsbach-Plan seine auslandspolitischen Vorstellungen im Bereich der Kulturpolitik zusammen. Er versuchte diese anschließend mit Hilfe des Auswärtigen Amtes und von Ernst Röhm durchzusetzen.
Am 30. Juni 1934 wurde Morsbach im Zuge der Röhm-Affäre verhaftet und bis August im KZ Dachau festgehalten. Nach seiner Rückkehr aus dem Lager schied er auf Veranlassung des Reichs- und Preußischen Ministeriums für Wissenschaft, Erziehung und Volksbildung aus der Generalverwaltung der KWG aus. 1935 zog Morsbach, der das KZ Friedrich Glum zufolge als „gebrochener Mann“ verlassen hatte, sich ins Privatleben zurück. 1936, ein Jahr vor seinem Tod, bekam er die Ehrendoktorwürde der Universität Glasgow verliehen.
Morsbachs Nachlass wird heute im Bundesarchiv Lichterfelde aufbewahrt. Er umfasst etwa einen halben Meter mit Material aus den Jahren 1916 bis 1937, darunter Morsbachs Kriegstagebuch zu seiner Tätigkeit in Litauen 1916.

## Schriften
- Über Eigentum und Gemeingebrauch nach preussischem Wasserrecht, 1914. (Dissertation)
- Der Einfluss der Reichsfinanzreform auf die Bildung der Finanzen der Landkreise, 1921. (Dissertation)
- Deutsche Kulturpolitik im Ausland, 1929.
- Der akademische Austauschdienst 1924-1930, 1930.
- Die Gliederung der auswärtigen Kulturpolitik, in: Hochschule und Ausland, 1932, Heft 9.
- Die kulturellen Beziehungen zwischen den Vereinigten Staaten und Deutschland, in: Nationalsozialistische Monatshefte 4 (1933), S. 512.